# مونچستینو
مونچستینو (به ایتالیایی: Moncestino) یک کومونه در ایتالیا است که در استان آلساندریا واقع شده‌است.

## خصوصیات
مونچستینو ۶٫۴ کیلومترمربع مساحت و ۲۳۸ نفر جمعیت دارد.